# WordPress
WordPress (WP, WordPress.org) és un sistema de gestió de contingut (CMS per les inicials en anglès) lliure i de codi obert escrit en PHP i emparellat amb una base de dades MySQL o MariaDB. Les funcions inclouen una arquitectura de connectors ('extensions' o plugins en terminologia Wordpress) i un sistema de plantilles web (anomenades 'temes'). WordPress es va crear originalment com un sistema de publicació de blocs, però ha evolucionat per donar suport a altres tipus de contingut web, incloses llistes de correu i fòrums més tradicionals, galeries de mitjans, llocs web de subscripció, sistemes de gestió d'aprenentatge (LMS, per les inicials en anglès) i botigues en línia. WordPress és utilitzat pel 41,4% dels deu milions de llocs web principals a maig de 2021, i és una de les solucions de sistemes de gestió de contingut més populars que s’utilitzen. WordPress també s’ha utilitzat per a altres àmbits d'aplicacions, com ara la senyalització digital (PDS, per les inicials en anglès).
WordPress va ser llançat el 27 de maig de 2003 pels seus fundadors, el desenvolupador nord-americà Matt Mullenweg i l'anglès Mike Little, com a fork de b2/cafelog. El programari es va alliberar sota la llicència GPLv2 (o posterior).
Per funcionar, WordPress s’ha d'instal·lar en un servidor web, ja sigui part d'un servei d'allotjament d'Internet com WordPress.com o un servidor que executa el paquet de programari WordPress.org per tal de servir com a amfitrió de xarxa. Es pot utilitzar un ordinador local per a proves i aprenentatge d'un sol usuari.

## Visió general
"WordPress és una fàbrica que fa pàgines web" és una analogia bàsica dissenyada per aclarir les funcions de WordPress: emmagatzema contingut i permet a l'usuari crear i publicar pàgines web, sense necessitat de res més que un domini i un servei d'allotjament.
WordPress té un sistema de plantilles web o temes que utilitza un processador de plantilles. La seva arquitectura la formen un controlador frontal (front controller), que encamina totes les sol·licituds d'URI no estàtiques a un únic fitxer PHP que analitza l'URI i identifica la pàgina de destinació. Això permet donar suport a enllaços permanents més llegibles per part dels humans.

### Temes
Els usuaris de WordPress poden instal·lar i canviar entre diferents temes o plantilles web. Els temes permeten als usuaris canviar l'aspecte i la funcionalitat d'un lloc web de WordPress sense alterar el codi bàsic o el contingut del lloc. Tots els llocs web de WordPress requereixen almenys un tema actiu i tots els temes s’han de dissenyar utilitzant estàndards de WordPress amb PHP estructurat, HTML vàlid i fulls d'estil en cascada (CSS). Els temes es poden instal·lar directament mitjançant l'eina d'administració "Aparença" de WordPress al tauler de control o es poden copiar directament les carpetes de temes al directori de temes, per exemple, mitjançant FTP. Els PHP, HTML i CSS que es troben als temes es poden modificar directament per alterar el comportament del tema, o un tema pot ser un tema "secundari" que hereta els paràmetres d'un altre tema i en substitueix selectivament les funcions. Els temes de WordPress generalment es classifiquen en dues categories: gratuïts i prèmium. Molts temes gratuïts apareixen al directori de temes de WordPress (també conegut com a repositori) i els temes prèmium estan disponibles per a la compravenda en intermediaris i desenvolupadors de WordPress independents. Els usuaris de WordPress també poden crear i desenvolupar els seus propis temes personalitzats.

### Extensions
L'arquitectura d'extensions (connectors) de WordPress permet als usuaris ampliar les característiques i funcionalitats d'un lloc web o blog. A maig de 2021, WordPress.org té 58.463 extensions disponibles, cadascun de les quals ofereix característiques i funcions personalitzades que permeten als usuaris adaptar els seus llocs a les seves necessitats específiques. Tanmateix, això no inclou les extensions prèmium disponibles (aproximadament més de 1.500), que poden no figurar al repositori de WordPress.org. Aquestes personalitzacions van des de l'optimització de motors de cerca (SEO), fins a portals de clients que s'utilitzen per mostrar informació privada als usuaris que han iniciat la sessió, sistemes de gestió de contingut i funcions de visualització de contingut, com ara l'addició de ginys (widgets) i barres de navegació. No totes les extensions disponibles estan sempre actualitzades i, en conseqüència, és possible que no funcionin correctament o que no funcionin en absolut. La majoria de les extensions estan disponibles a través de WordPress, ja sigui descarregant-les i instal·lant els fitxers manualment mitjançant FTP o mitjançant el tauler de WordPress. Tanmateix, molts tercers ofereixen extensions a través dels seus propis llocs web, molts dels quals són paquets de pagament.
Els desenvolupadors web que vulguin desenvolupar extensions han d'aprendre el sistema de ganxos (hooks) de WordPress que en té més de 300, dividits en dues categories: ganxos d'acció i ganxos de filtre.

### Aplicacions mòbils
Hi ha aplicacions de telèfon per a WordPress per a WebOS, Android, iOS (iPhone, iPod Touch, iPad), Windows Phone i BlackBerry. Aquestes aplicacions, dissenyades per Automattic, tenen opcions com afegir noves entrades i pàgines de blogs, fer comentaris, moderar comentaris, respondre als comentaris a més de poder visualitzar les estadístiques.

### Accessibilitat
L'equip d'accessibilitat de WordPress ha treballat per millorar l'accessibilitat del nucli bàsic de WordPress, així com per donar suport a una identificació clara de temes accessibles. L'equip d'accessibilitat de WordPress proporciona suport educatiu continu sobre accessibilitat web i disseny inclusiu. Les normes de codificació d'accessibilitat de WordPress estableixen que "Tot el codi nou o actualitzat publicat a WordPress ha de complir les directrius d'accessibilitat al contingut web 2.0 del nivell AA".

### Altres característiques
WordPress també ofereix una gestió d'enllaços integrada; un motor de cerca, estructura d'enllaços permanents neta i amigable; la possibilitat d'assignar diverses categories a publicacions i suport per a l'etiquetatge de publicacions. També s’inclouen filtres automàtics que proporcionen un format i un estilisme estandarditzats de text a les publicacions (per exemple, convertir cometes habituals a cometes intel·ligents en anglès). WordPress també admet els estàndards Trackback i Pingback per mostrar enllaços a altres llocs que han estat enllaçats a una publicació o a un article. Les publicacions de WordPress es poden editar en HTML, mitjançant l'editor visual o mitjançant una de les diverses extensions que permeten una gran varietat de funcions d'edició i maquetació personalitzades.

## Multiusuari i blogs múltiples
Abans de la versió 3, WordPress només suportava un blog (o lloc web) per cada instal·lació, tot i que es podien executar diverses còpies simultànies des de diferents directoris (carpetes) si es configuraven per utilitzar taules de bases de dades separades. WordPress Multisites (anteriorment anomenat WordPress Multi-Usuari, WordPress MU o WPMU) és una segmentació de WordPress creada per permetre l'existència de diversos blogs dins d'una instal·lació (multi-blogging), que pot ser administrada per un mantenidor centralitzat. WordPress MS fa possible que aquells que tenen llocs web allotgin les seves pròpies comunitats de blogs, així com controlar i moderar tots els blogs des d'un únic tauler. WordPress MS afegeix vuit taules de dades noves per a cada blog.
A partir del llançament de WordPress 3, WordPress MS s'ha fusionat amb WordPress en el mateix paquet d'instal·lació.

## Història
b2/cafelog, més conegut com a b2 o cafelog, va ser el precursor de WordPress. Es calcula que b2/cafelog s'havia instal·lat en aproximadament 2.000 blogs al maig del 2003. Va ser escrit en PHP per utilitzar-lo amb MySQL per Michel Valdrighi, que encara ara és desenvolupador actiu de WordPress. Tot i que WordPress és el successor oficial, un altre projecte, b2evolution, també es troba en fase de desenvolupament actiu.
WordPress va aparèixer per primera vegada el 2003 com un esforç conjunt entre Matt Mullenweg i Mike Little per crear una evolució de b2. Christine Selleck Tremoulet, amiga de Mullenweg, va suggerir el nom de WordPress.
El 2004, Six Apart va canviar els termes de la llicència del sistema competidor Movable Type, fet que va implicar que molts dels seus usuaris més influents migressin a WordPress. A l'octubre de 2009, l'informe OpenShare CMS MarketShare Report va concloure que WordPress tenia la força de marca més gran entre els sistemes de gestió de continguts de codi obert.
A maig de 2021, WordPress és utilitzat pel 64,8% de tots els llocs web dels quals es coneix el sistema de gestió de contingut. Es tracta del 41,4% dels deu milions de llocs web més importants.

### Premis i reconeixcements
- Guanyador dels premis "Millor de programari de codi obert: col·laboració" d'InfoWorld, atorgat el 2008.[31]
- Guanyador del premi "Millor CMS de codi obert general" dels Open Source CMS Awards, atorgat el 2009.[32]
- Guanyador de la categoria "Hall of Fame CMS de digitalsynergy al Open Source 2010", premiat el 2010.[33]
- Guanyador del "Premi Bossie al millor programari de codi obert" d'InfoWorld, atorgat el 2011.[34]
- WordPress té una classificació de privadesa de cinc estrelles de l'Electronic Frontier Foundation.[35]

### Historial de versions
Les principals versions de WordPress porten el nom en clau de músics de jazz coneguts a partir de la versió 1.0. i destacats en l'apartat d'història de WordPress. Les diferents evolucions s'estructuren en 'branques', de les que se'n mantenen diferents actualitzacions. A maig de 2021 la branca més antiga encara activa és la 4.5, publicada per primer cop el 13 d'abril de 2016, i la més recent la 5.7 llançada el 9 de març de 2021 i anomenada 'Esperanza', en memòria de la jazzista Esperanza Spalding.

## Extensió de l'Editor Clàssic
El plugin Classic Editor es va crear com a resultat de les preferències de l'usuari i va ajudar els desenvolupadors de llocs web a mantenir extensions anteriors només compatibles amb WordPress 4.9.8, cosa que els va donar temps per fer-ne d'actualitzats i compatibles amb la versió 5.0. Tenir instal·lat el connector Classic Editor restaura l'experiència d'edició "clàssica" que ha tingut WordPress fins a la versió de WordPress 5.0. L'Editor Clàssic serà actiu almenys fins al 2022.
L'extensió Classic Editor és activa en més de 5.000.000 d'instal·lacions de WordPress.

## Vulnerabilitats
S'han descobert al llarg del temps diversos problemes de seguretat al programari, especialment el 2007, el 2008 i el 2015. Segons Secunia, una empresa estatunidenca de programari, a l'abril de 2009 WordPress tenia set avisos de seguretat sense reparar (d'un total de 32), amb una qualificació màxima de “Menys crítica”. Secunia manté una llista actualitzada de vulnerabilitats de WordPress.
Al gener de 2007, molts blogs de perfil alt amb elevada optimització de motors de cerca (SEO), així com molts blogs comercials de baix perfil amb AdSense, van ser objectiu d'atacs amb un exploit de WordPress. Una vulnerabilitat separada en un dels servidors web del lloc del projecte va permetre a un atacant introduir codi activable ("explotable") en forma de porta del darrere a algunes descàrregues de WordPress 2.1.1. La versió 2.1.2 va resoldre aquest problema; un avís publicat en aquell moment va aconsellar a tots els usuaris que l'actualitzessin immediatament.
Al maig de 2007, un estudi va revelar que el 98% dels blogs de WordPress que s’executaven eren vulnerables davant l'exploit perquè s’executaven en versions obsoletes i retirades del programari. En part per mitigar aquest problema, WordPress va fer que l'actualització del programari fos molt més fàcil, amb el procés automatitzat "amb un sol clic" de la versió 2.7 (publicat el desembre de 2008). No obstant això, la configuració de seguretat del sistema de fitxers necessària per habilitar el procés d'actualització pot suposar un risc addicional.
En una entrevista de juny de 2007, Stefan Esser, el fundador de l'equip de resposta de seguretat de PHP, va parlar críticament de la trajectòria de seguretat de WordPress, esmentant problemes amb l'arquitectura de l'aplicació que feien innecessàriament difícil escriure codi que estigués protegit de les vulnerabilitats de la injecció SQL, així com alguns altres problemes.
El juny de 2013, es va trobar que algunes de les 50 extensions de WordPress més descarregades eren vulnerables a atacs web comuns com ara injecció SQL i XSS. Una inspecció de les 10 primeres extensions de comerç electrònic va mostrar que set d'elles eren vulnerables.
En un esforç per promoure una millor seguretat i racionalitzar l'experiència d'actualització en general, a WordPress 3.7 es van introduir actualitzacions de fons automàtiques, si així es configurava.
Les instal·lacions individuals de WordPress es poden protegir amb extensions de seguretat que eviten l'exposició de dades d'usuaris, amaguen recursos i frustren accessos no autoritzats. Els usuaris també poden protegir les seves instal·lacions de WordPress prenent mesures com ara mantenir actualitzada la darrera branca i versió de WordPress, els temes i les extensions, utilitzar només temes i extensions de confiança, i editar el fitxer de configuració '.htaccess' del lloc (si el servidor web el suporta) per protegir-se d'atacs tipus d'injecció SQL i d'accés no autoritzat a fitxers sensibles. És especialment important mantenir actualitzades les extensions de WordPress, perquè els possibles pirates informàtics poden llistar fàcilment totes les extensions que utilitza un lloc i, després, fer anàlisis cercant qualsevol vulnerabilitat contra aquests connectors. Si detecten vulnerabilitats, es poden aprofitar per permetre'ls, per exemple, carregar els seus propis fitxers (com ara un web shell) que recopilin i extreguin informació sensible.
Els desenvolupadors també poden utilitzar eines per analitzar possibles vulnerabilitats, com ara WPScan, WordPress Auditor i WordPress Sploit Framework desenvolupats per 0pc0deFR. Aquest tipus d'eines investiguen vulnerabilitats conegudes, com ara CSRF, LFI, RFI, XSS, injecció SQL i exposició d'usuaris. Tot i això, no totes les vulnerabilitats poden ser detectades per aquestes eines, per la qual cosa és recomanable comprovar el codi de les extensions, temes i altres complements d'altres desenvolupadors.
El març de 2015, molts experts en seguretat i SEO van informar que una extensió SEO per a WordPress, anomenada Yoast, que és utilitzada per més de 14 milions d'usuaris a tot el món, tenia una vulnerabilitat que podria provocar un exploit on els pirates informàtics podien fer una injecció Blind SQL. Per solucionar aquest problema, van introduir immediatament una versió 1.7.4 més recent de la mateixa extensió per evitar qualsevol molèstia al web a causa de la bretxa de seguretat que patia.
El gener de 2017, els auditors de seguretat de Sucuri van identificar una vulnerabilitat a l'API REST de WordPress que permetia a qualsevol usuari no autenticat modificar qualsevol publicació o pàgina d'un lloc que executés WordPress 4.7 o superior. Els auditors van notificar-ho en privat als desenvolupadors de WordPress i, en un termini de sis dies, WordPress va publicar un pedaç d'alta prioritat a la versió 4.7.2, que resolia el problema.

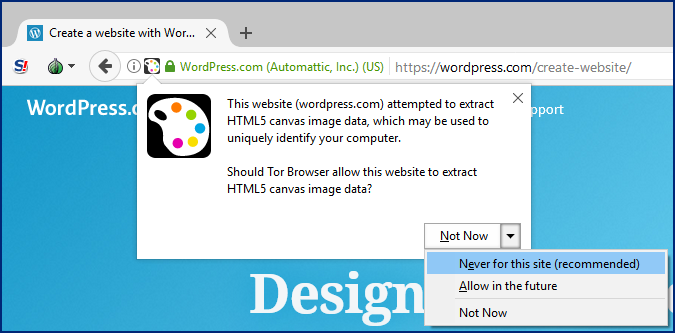
L’ avís de l'empremta canvas sol ser donat pel navegador Tor per als llocs web basats en WordPress.

A partir de WordPress 5.2, el requisit mínim per a la versió de PHP és la 5.6, que es va publicar el 28 d'agost de 2014, que el PHP Group va deixar de mantenir el 31 de desembre de 2018. Per això, WordPress recomana utilitzar la versió PHP 7.3 o superior.
En l'actualitat, els llocs web basats en WordPress utilitzen l'element HTML canvas (una part d'HTML 5) per detectar si el navegador és capaç de representar gràfics correctament. Com que Tor Browser no discrimina actualment entre aquest ús legítim de l'API Canvas i un intent per dur a terme el robatori de l'empremta digital del canvas ('llenç' en català), adverteix amb un avís que el lloc web intenta "extreure dades d'imatge de canvas HTML5". S'intenta avançar en millores per tranquil·litzar els defensors de la privadesa, tot conservant la capacitat d'assegurar que hi hagi una capacitat de renderització de gràfics adequada.

## Desenvolupament i suport

### Desenvolupadors clau
Matt Mullenweg i Mike Little van ser cofundadors del projecte. Els principals líders desenvolupadors són Helen Hou-Sandí, Dion Hulse, Mark Jaquith, Matt Mullenweg, Andrew Ozz i Andrew Nacin.
WordPress també és desenvolupat per la seva comunitat, inclosos els WP testers, un grup de voluntaris que proven cada versió. Tenen accés per avançat a versions 'nocturnes' i 'beta'. Els errors es documenten en una llista de correu especial o a l'eina 'Trac' del projecte.
Tot i que desenvolupat en gran part per la comunitat que l'envolta, WordPress és estretament associat amb Automattic, l'empresa fundada per Matt Mullenweg. El 9 de setembre de 2010, Automattic va cedir la marca registrada de WordPress a la recentment creada WordPress Foundation, que és una organització que dona suport a WordPress.org (incloent el programari i arxius de connectors i temes), bbPress i BuddyPress.

### Conferències de desenvolupadors i usuaris WordCamp

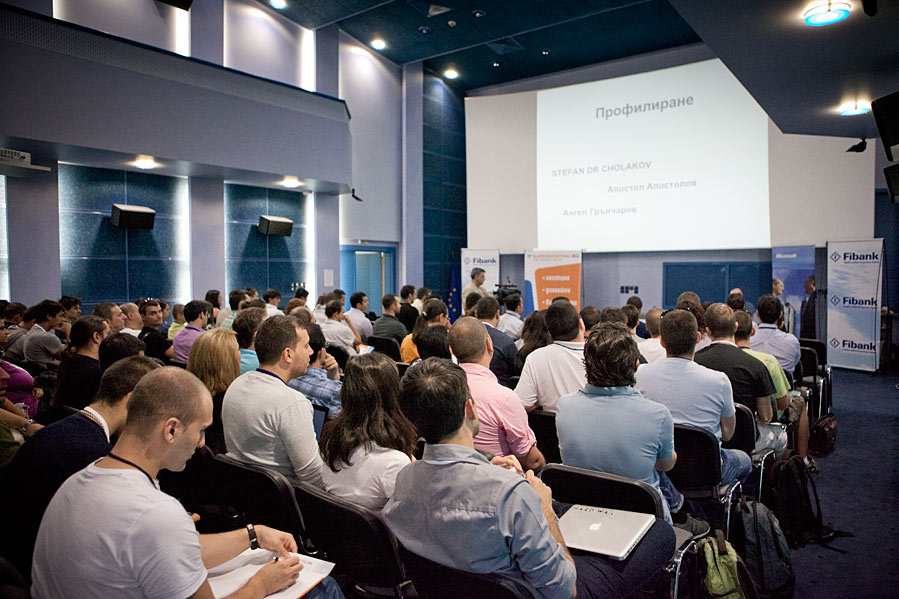
Un WordCamp a Sofia, Bulgària (2011)

Els WordCamps són conferències informals organitzades localment que cobreixen tot el relacionat amb WordPress. El primer esdeveniment d'aquest tipus va ser el WordCamp 2006 a l'agost del 2006 a San Francisco, que va durar un dia i va comptar amb més de 500 assistents. El primer WordCamp fora de San Francisco es va celebrar a Pequín el setembre del 2007. Des de llavors, hi ha hagut més de 1.022 WordCamps a més de 75 ciutats de 65 països diferents del món. El WordCamp San Francisco 2014 va ser l'última conferència anual oficial de desenvolupadors i usuaris de WordPress que va tenir lloc a San Francisco com a tal, que ara s’ha substituït pel WordCamp US. Duts a terme per primera vegada el 2013 com WordCamp Europe, es fan WordCamps regionals en altres regions geogràfiques amb l'objectiu de connectar persones que encara no estan actives a les seves comunitats locals i inspirar als assistents a iniciar comunitats d'usuaris a les seves ciutats d'origen. El 2019, la regió nòrdica tenia el seu propi WordCamp Nordic. El primer WordCamp Àsia s’havia de celebrar el 2020, però es va cancel·lar a causa de la pandèmia de COVID-19.

### Suport
El lloc web de suport principal de WordPress és WordPress.org. Aquest lloc web de suport allotja tant el WordPress Codex, com el manual en línia per a WordPress i un repositori permanent d'informació i documentació de WordPress, així com els WordPress Forums, una comunitat en línia activa d'usuaris de WordPress.